# Pohár Intertoto
Pohár Intertoto (Intertoto Cup) byl letní fotbalovou soutěží pořádanou evropskou fotbalovou asociací UEFA v letech 1995 až 2008. Podle hracího systému v posledních několika ročnících jej hrál jeden nejlepší tým z každé evropské fotbalové ligy, který se neprobojoval do Ligy mistrů ani Poháru UEFA a zároveň podal do poháru už před sezonou přihlášku. Hrála se celkem tři kola dvojzápasovým vyřazovacím systémem. 11 vítězů ze třetího kola postoupilo do druhého předkola Poháru UEFA. Týmy byly před losováním rozděleny do skupin podle regionů - Jižní Evropa a Středomoří, Střední Evropa a Severní Evropa, ježto jako označení zahrnovalo Skandinávii, Island, Britské ostrovy, Pobaltí a Nizozemsko. Toto rozdělení se pak měnilo v případě, že bylo třeba vyrovnat počet týmů.
Před reformou, mezi ročníky 2005 a 2006, byl počet týmů, které postupovaly do Poháru UEFA, značně nižší. Vítězové tří finále však postupovali přímo do prvního kola Poháru UEFA.
Poslední ročník se odehrál v roce 2008. Následně byla tato soutěž kvůli rozšíření Poháru UEFA (následně přejmenovaného na Evropskou ligu UEFA) zrušena.

## Přehled jednotlivých ročníků

### 2006–2008
Seznam všech 11 týmů, které vyhrály ve 3. kole a tudíž se kvalifikovaly do 2. předkola poháru UEFA. Tým, který z nich došel v Poháru UEFA nejdále, je označen tučně.
| Rok          | Celkový vítěz       | Ostatní vítězové 3. kola | Ostatní vítězové 3. kola | Ostatní vítězové 3. kola | Ostatní vítězové 3. kola | Ostatní vítězové 3. kola |
| ------------ | ------------------- | ------------------------ | ------------------------ | ------------------------ | ------------------------ | ------------------------ |
| 2008 Detaily | Braga               | Aston Villa FC           | Deportivo de La Coruña   | Stuttgart                | Rosenborg                | SSC Neapol               |
| 2008 Detaily | Braga               | Stade Rennais FC         | Vaslui                   | Elfsborg                 | Grasshopper Club Zürich  | SK Sturm Graz            |
| 2007 Detaily | Hamburger SV        | Atlético Madrid          | Aalborg BK               | UC Sampdoria             | Blackburn Rovers FC      | RC Lens                  |
| 2007 Detaily | Hamburger SV        | UD Leiria                | SK Rapid Wien            | Hammarby IF              | FC Oțelul Galați         | Tobol Kostanaj FK        |
| 2006 Detaily | Newcastle United FC | AJ Auxerre               | Grasshopper Club Zürich  | Odense BK                | Olympique de Marseille   | Hertha BSC Berlin        |
| 2006 Detaily | Newcastle United FC | Kayserispor              | Ethnikos Achna FC        | FC Twente                | SV Ried                  | NK Maribor               |

### 1995–2005
Výsledky jsou součtem skóre ze dvou zápasů. Dvojice až trojice vítězů postoupily do 1. kola Poháru UEFA.
| Rok          | Vítězové             | Poražení                 | Výsledek                         |
| ------------ | -------------------- | ------------------------ | -------------------------------- |
| 2005 Detaily | Hamburger SV         | Valencia CF              | 1 – 0                            |
| 2005 Detaily | RC Lens              | CFR Kluž                 | 4 – 2                            |
| 2005 Detaily | Marseille            | Deportivo La Coruña      | 5 – 3                            |
| 2004 Detaily | Lille OSC            | UD Leiria                | 2 – 0 (prodl.)                   |
| 2004 Detaily | Schalke 04           | Slovan Liberec           | 3 – 1                            |
| 2004 Detaily | Villarreal CF        | Atlético Madrid          | 2 – 2 (3 – 1 na penalty)         |
| 2003 Detaily | FC Schalke 04        | ASKÖ Pasching            | 2 – 0                            |
| 2003 Detaily | Villarreal CF        | SC Heerenveen            | 2 – 1                            |
| 2003 Detaily | Perugia Calcio       | VfL Wolfsburg            | 3 – 0                            |
| 2002 Detaily | Málaga CF            | Villarreal CF            | 2 – 1                            |
| 2002 Detaily | Fulham FC            | Bologna FC 1909          | 5 – 3                            |
| 2002 Detaily | VfB Stuttgart        | Lille OSC                | 2 – 1                            |
| 2001 Detaily | Aston Villa FC       | FC Basel 1893            | 5 – 2                            |
| 2001 Detaily | Paris Saint-Germain  | Brescia Calcio           | 1 – 1 (pravidlo venkovních gólů) |
| 2001 Detaily | Troyes AC            | Newcastle United FC      | 4 – 4 (pravidlo venkovních gólů) |
| 2000 Detaily | Udinese Calcio       | Sigma Olomouc            | 6 – 4                            |
| 2000 Detaily | Celta de Vigo        | FK Zenit Sankt-Petěrburg | 4 – 3                            |
| 2000 Detaily | VfB Stuttgart        | AJ Auxerre               | 3 – 1                            |
| 1999 Detaily | Montpellier          | Hamburg                  | 2 – 2 (3 – 0 na penalty)         |
| 1999 Detaily | Juventus FC          | Stade Rennais FC         | 4 – 2                            |
| 1999 Detaily | West Ham United      | FC Metz                  | 3 – 2                            |
| 1998 Detaily | Valencia CF          | Austria Salzburg         | 4 – 1                            |
| 1998 Detaily | Werder Bremen        | Vojvodina                | 2 – 1                            |
| 1998 Detaily | Bologna FC 1909      | Ruch Chorzów             | 3 – 0                            |
| 1997 Detaily | SC Bastia            | Halmstads BK             | 2 – 1                            |
| 1997 Detaily | Olympique Lyon       | Montpellier              | 4 – 2                            |
| 1997 Detaily | AJ Auxerre           | MSV Duisburg             | 2 – 0                            |
| 1996 Detaily | Karlsruher SC        | Standard Liège           | 3 – 2                            |
| 1996 Detaily | EA Guingamp          | Rotor Volgograd          | 2 – 2 (pravidlo venkovních gólů) |
| 1996 Detaily | Silkeborg            | HNK Segesta              | 2 – 2 (pravidlo venkovních gólů) |
| 1995 Detaily | RC Strasbourg Alsace | Tirol Innsbruck          | 7 – 2                            |
| 1995 Detaily | Bordeaux             | Karlsruher SC            | 4 – 2                            |

## Předchůdci
Mezinárodní soutěž pro kluby, které se neprobojovaly do evropských pohárů, založil v roce 1961 rakouský trenér a funkcionář Karl Rappan, jmenovala se Mezinárodní fotbalový pohár nebo neoficiálně Rappanův pohár. Sponzorovaly ji sázkové kanceláře, které si díky ní udržely zákazníky i v době letní ligové přestávky. UEFA odmítla převzít nad pohárem oficiální záštitu, v účasti však klubům nebránila. Původně měla soutěž formát čtyřčlenných základních skupin, jejichž vítězové postupovali do play-off o držitele poháru. V roce 1967 byla pro nedostatek volných termínů vyřazovací část zrušena a hrálo se pouze o prvenství v jednotlivých skupinách, které bylo ohodnoceno finanční prémií. Soutěž byla nadále známa jako Interpohár; počet skupin se pohyboval mezi osmi a dvanácti, při losování se dbalo, aby každá země měla ve skupinách jen po jednom zástupci. Poslední ročník Interpoháru se odehrál v roce 1994, pak byla soutěž začleněna do systému pohárů organizovaných UEFA a získala nový název Pohár Intertoto.

## Vítězové Rappanova poháru
- 1961/62  AFC Ajax
- 1962/63  FK Inter Bratislava
- 1963/64  FK Inter Bratislava
- 1964/65  Polonia Bytom
- 1965/66  1. FC Lokomotive Leipzig
- 1966/67  Eintracht Frankfurt

##### Region system (1967, 1968, 1970)
| Year | Group A1          | Group A2     | Group A3      | Group A4  | Group A5 | Group A6     | Group B1               | Group B2           | Group B3          | Group B4 | Group B5          | Group B6         | Group B7               | Group B8           |
| ---- | ----------------- | ------------ | ------------- | --------- | -------- | ------------ | ---------------------- | ------------------ | ----------------- | -------- | ----------------- | ---------------- | ---------------------- | ------------------ |
| 1967 | Lugano            | Feyenoord    | Lille         | Lierse    | –        | –            | Hannover 96            | Zagłębie Sosnowiec | Polonia Bytom     | Göteborg | Ruch Chorzów      | Košice           | KB                     | Fortuna Düsseldorf |
| 1968 | Nürnberg          | Ajax         | Sporting      | Feyenoord | Español  | ADO Den Haag | Karl-Marx-Stadt        | Empor Rostock      | Slovan Bratislava | Košice   | Lokomotíva Košice | Odra Opole       | Eintracht Braunschweig | Legia Varšava      |
| 1970 | Slovan Bratislava | Hamburger SV | Union Teplice | MVV       | Košice   | –            | Eintracht Braunschweig | Slavia Praha       | Marseille         | Öster    | Wisła Kraków      | Austria Salzburg | Baník Ostrava          | Polonia Bytom      |

##### Non-region system (1969, 1971–1994)
| Year | Group 1            | Group 2           | Group 3                  | Group 4                | Group 5               | Group 6                | Group 7                  | Group 8              | Group 9         | Group 10                    | Group 11             | Group 12        |
| ---- | ------------------ | ----------------- | ------------------------ | ---------------------- | --------------------- | ---------------------- | ------------------------ | -------------------- | --------------- | --------------------------- | -------------------- | --------------- |
| 1969 | Malmö FF           | Szombierki Bytom  | SpVgg Fürth              | Žilina                 | Norrköping            | Jednota Trenčín        | Frem                     | Wisła Kraków         | Odra Opole      | –                           | –                    | –               |
| 1971 | Hertha Berlin      | Stal Mielec       | Servette                 | Třinec                 | Åtvidaberg            | Eintracht Braunschweig | Austria Salzburg         | –                    | –               | –                           | –                    | –               |
| 1972 | Nitra              | Norrköping        | Saint-Étienne            | Slavia Praha           | Slovan Bratislava     | Eintracht Braunschweig | Hannover 96              | VÖEST Linz           | –               | –                           | –                    | –               |
| 1973 | Hannover 96        | Slovan Bratislava | Hertha Berlin            | Zürich                 | Rybnik                | Union Teplice          | Feyenoord                | Wisła Kraków         | Nitra           | Öster                       | –                    | –               |
| 1974 | Zürich             | Hamburger SV      | Malmö FF                 | Standard Liège         | Slovan Bratislava     | Spartak Trnava         | Duisburg                 | Baník Ostrava        | Košice          | CUF                         | –                    | –               |
| 1975 | Tirol Innsbruck    | VÖEST Linz        | Eintracht Braunschweig   | Zagłębie Sosnowiec     | Zbrojovka Brno        | Rybnik                 | Åtvidaberg               | 1. FC Kaiserslautern | Belenenses      | Čelik Zenica                | –                    | –               |
| 1976 | Young Boys         | Hertha Berlin     | Union Teplice            | Baník Ostrava          | Zbrojovka Brno        | Spartak Trnava         | Internacionál Bratislava | Öster                | Djurgården      | Vojvodina                   | Widzew Łódź          | –               |
| 1977 | Halmstad           | Duisburg          | Internacionál Bratislava | Slavia Sofia           | Slavia Praha          | Frem                   | Jednota Trenčín          | Slovan Bratislava    | Öster           | Pogoń Szczecin              | –                    | –               |
| 1978 | Duisburg           | Slavia Praha      | Hertha Berlin            | Eintracht Braunschweig | Malmö FF              | Lokomotiva Košice      | Tatran Prešov            | Maccabi Netanya      | Grazer AK       | –                           | –                    | –               |
| 1979 | Werder Bremen      | Grasshopper       | Eintracht Braunschweig   | Bohemians Praha        | Spartak Trnava        | Zbrojovka Brno         | Pirin Blagoevgrad        | Baník Ostrava        | –               | –                           | –                    | –               |
| 1980 | Standard Liège     | Bohemians Praha   | Maccabi Netanya          | Sparta Praha           | Nitra                 | Halmstad               | Malmö FF                 | Göteborg             | Elfsborg        | –                           | –                    | –               |
| 1981 | Wiener Sportclub   | Standard Liège    | Werder Bremen            | Budućnost              | AGF                   | Molenbeek              | Göteborg                 | Stuttgarter Kickers  | Cheb            | –                           | –                    | –               |
| 1982 | Standard Liège     | Widzew Łódź       | AGF                      | Lyngby                 | Admira Wacker Mödling | Bohemians Praha        | Brage                    | Öster                | Göteborg        | –                           | –                    | –               |
| 1983 | Twente             | Young Boys        | Pogoń Szczecin           | Maccabi Netanya        | Sloboda Tuzla         | Bohemians Praha        | Göteborg                 | Hammarby             | Fehérvár        | Vítkovice                   | –                    | –               |
| 1984 | Bohemians Praha    | AGF               | Fortuna Düsseldorf       | Standard Liège         | AIK                   | Malmö                  | Videoton                 | Maccabi Netanya      | Zürich          | GKS Katowice                | –                    | –               |
| 1985 | Werder Bremen      | Rot-Weiss Erfurt  | Göteborg                 | AIK                    | Wismut Aue            | Sparta Praha           | Górnik Zabrze            | Maccabi Haifa        | Baník Ostrava   | Újpesti Dózsa               | MTK Hungária         | –               |
| 1986 | Fortuna Düsseldorf | Union Berlin      | Malmö                    | Rot-Weiss Erfurt       | Sigma Olomouc         | Újpesti Dózsa          | Brøndby                  | Lyngby               | Lech Poznań     | Göteborg                    | Slavia Praha         | Carl Zeiss Jena |
| 1987 | Carl Zeiss Jena    | Pogoń Szczecin    | Wismut Aue               | Tatabánya              | Malmö                 | AIK                    | Etar Veliko Tarnovo      | Brøndby              | –               | –                           | –                    | –               |
| 1988 | Malmö              | Göteborg          | Baník Ostrava            | Austria Wien           | Young Boys            | 1. FC Kaiserslautern   | Ikast FS                 | Carl Zeiss Jena      | Grasshopper     | Karlsruher SC               | Bayer Uerdingen      | –               |
| 1989 | Luzern             | Boldklubben 1903  | Tirol Innsbruck          | Grasshopper            | Tatabánya             | Næstved                | Örebro                   | Sparta Praha         | Baník Ostrava   | Örgryte                     | 1. FC Kaiserslautern | –               |
| 1990 | Neuchâtel Xamax    | Tirol Innsbruck   | Lech Poznań              | Slovan Bratislava      | Malmö                 | GAIS                   | Luzern                   | First Vienna         | Chemnitz        | Bayer Uerdingen             | Odense               | –               |
| 1991 | Neuchâtel Xamax    | Lausanne-Sports   | Austria Salzburg         | Dukla Banská Bystrica  | Boldklubben 1903      | Grasshopper            | Bayer Uerdingen          | Dunajská Streda      | Tirol Innsbruck | Örebro                      | –                    | –               |
| 1992 | Copenhagen         | Siófok            | Bayer Uerdingen          | Karlsruher SC          | Rapid Wien            | Lyngby                 | Slovan Bratislava        | Aalborg              | Slavia Praha    | Lokomotiv Gorna Oryahovitsa | –                    | –               |
| 1993 | Rapid Wien         | Trelleborg        | Norrköping               | Malmö                  | Slavia Praha          | Zürich                 | Young Boys               | Dynamo Dresden       | –               | –                           | –                    | –               |
| 1994 | Halmstad           | Young Boys        | AIK                      | Hamburger SV           | Békéscsaba            | Slovan Bratislava      | Grasshopper              | Austria Wien         | –               | –                           | –                    | –               |